# Kortum-Gesellschaft Bochum

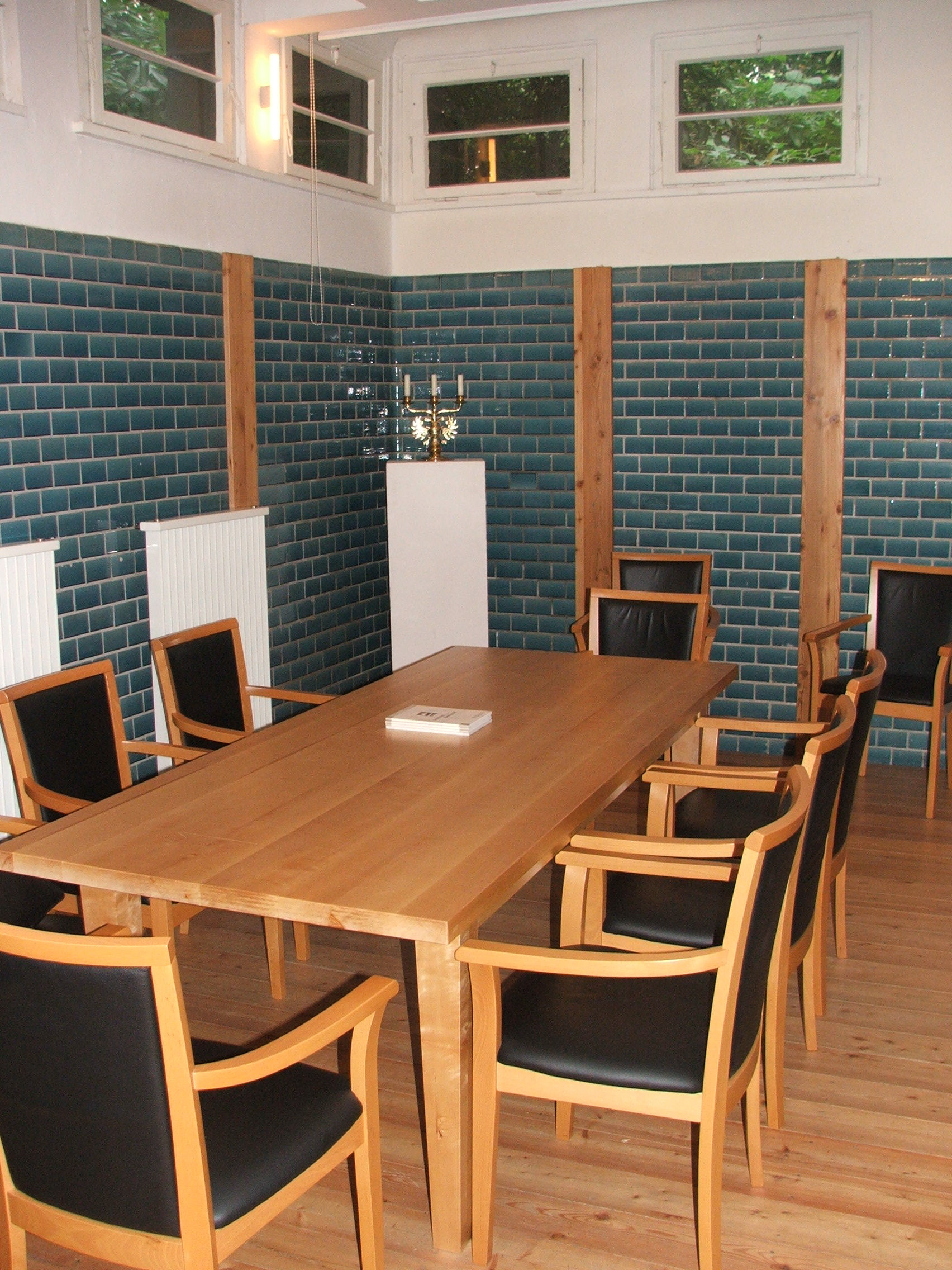
Räumlichkeiten

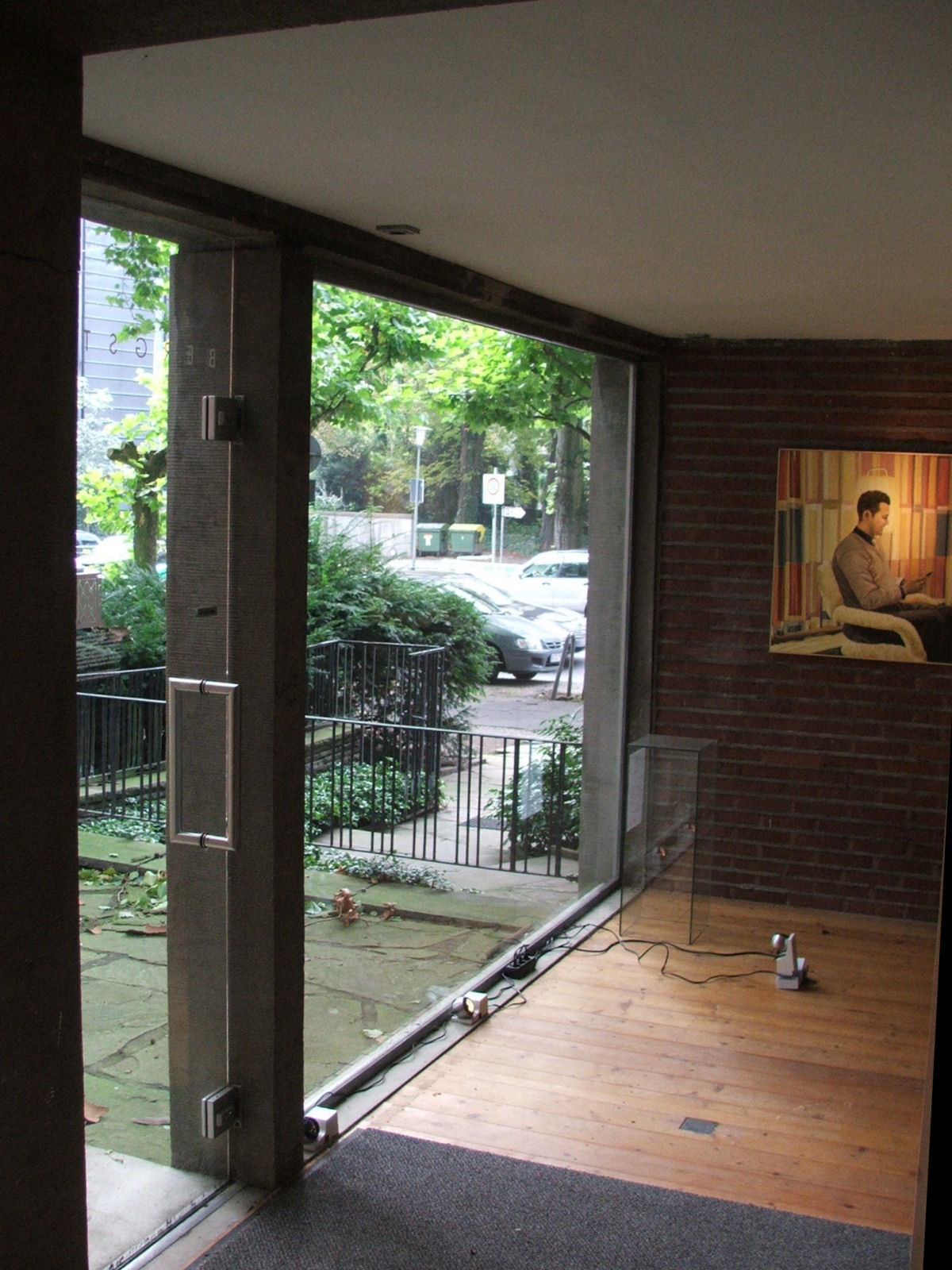
Räumlichkeiten

Die Kortum-Gesellschaft Bochum e. V. ist eine Vereinigung zur Erforschung und Pflege der Regionalgeschichte in Bochum. Der als gemeinnützig anerkannte Verein bietet seinen Mitgliedern und Interessenten unterschiedliche Aktivitäten in den Bereichen Stadt- und Landeskunde an. Der Verein führt als Emblem mit Genehmigung der Stadt Bochum das Buch aus dem Bochumer Wappen.

## Geschichte
Der Verein wurde am 1. November 1921 im Bochumer Ratssaal gegründet und nannte sich „Vereinigung für Heimatkunde“. Als lose gefügte Vereinigung wollte man sich von straff organisierten Vereinen unterscheiden. Der Kortum-Gesellschaft standen von 1921 bis 1945 Räume in dem Heimatmuseum der Stadt Bochum, der Wasserburg „Haus Rechen“ am Schauspielhaus zur Verfügung, welche im Krieg zerstört wurde.
1990 erfolgte eine Umbenennung in „Kortum-Gesellschaft Bochum – Vereinigung für Heimatkunde, Stadtgeschichte und Denkmalschutz“, nach dem Doktor Carl Arnold Kortum (1745–1824). Dieser für Bochum bedeutende Bürger war nicht nur Arzt, sondern auch Wissenschaftler und Literat und verfasste 1790 die erste Stadtchronik und eine der ersten Karten von Bochum.

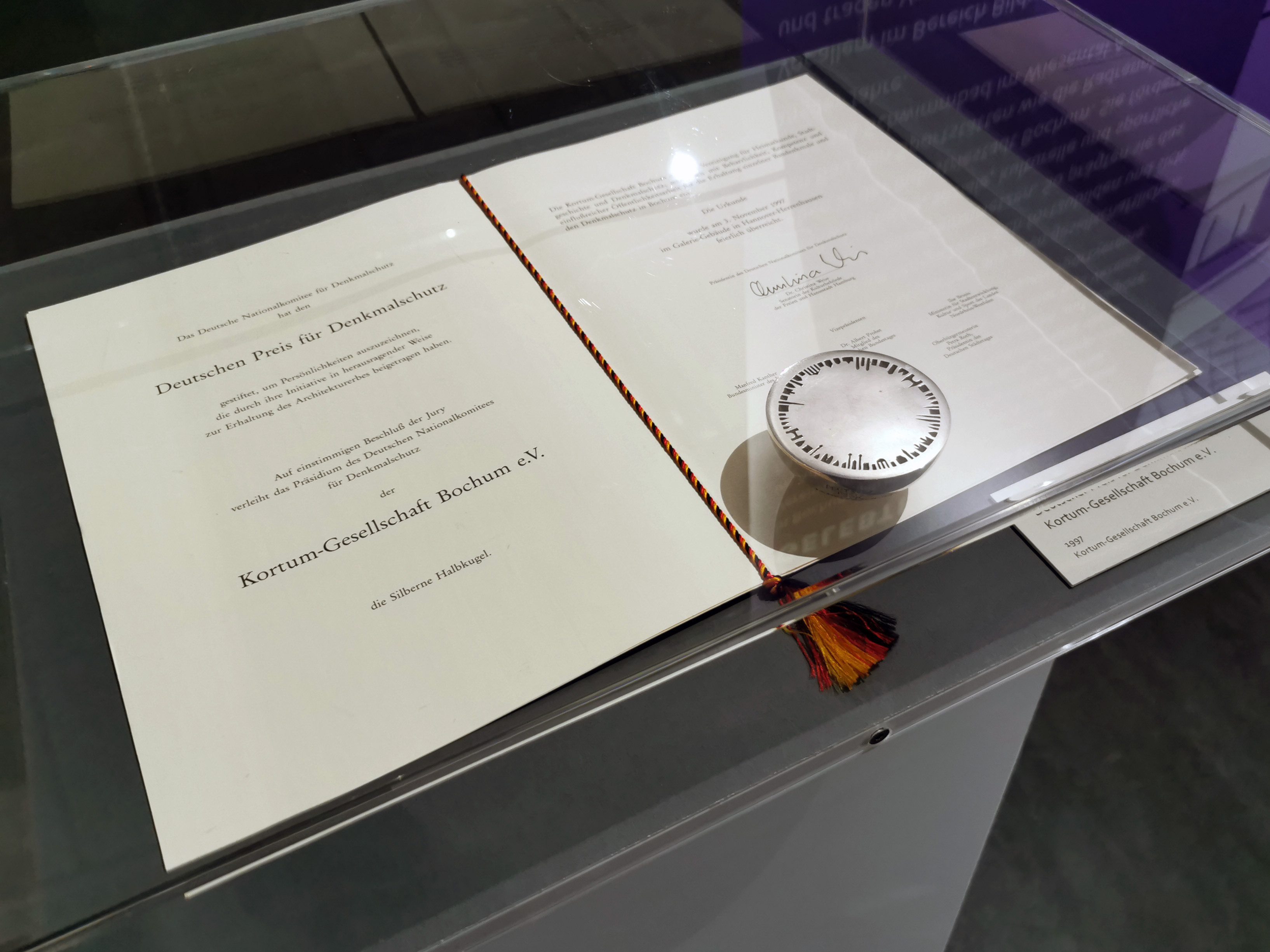
Silberne Halbkugel des Deutschen Preis für Denkmalschutz verliehen an die Kortum-Gesellschaft Bochum im Jahr 1997

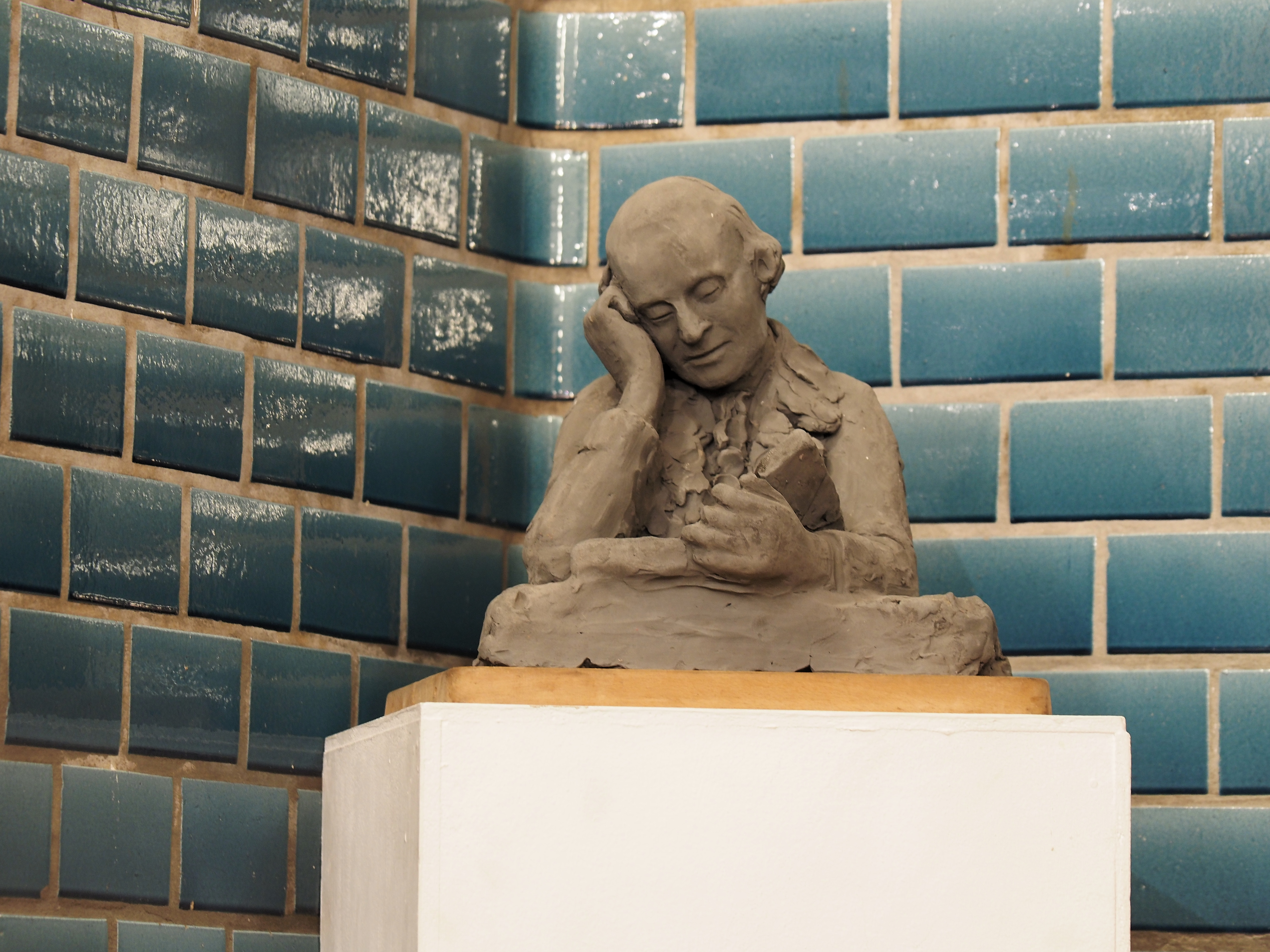
Stiller Beobachter: Büste von C. A. Kortum

Seit 1997 besitzt die Gesellschaft ein Haus im Stadtpark, die Ehemalige Bedürfnisanstalt am Stadtpark Bochum, an der Bergstraße 68a, das um 1924 im Stil des Backstein-Expressionismus errichtet wurde. 1997 wurde der Verein vom Deutschen Nationalkomitee für Denkmalschutz mit dem Deutschen Preis für Denkmalschutz ausgezeichnet.

## Veröffentlichungen
Zu den Veröffentlichungen des Vereins zählt das Heimatbuch Bochum, dessen acht Bücher in den Jahren 1925, 1927, 1930, 1938, 1951, 1954, 1958 und 1985 erschienen. Die Bochumer Heimatblätter erschienen im Juli 1948, im November 1948 und im April 1949. Im Jahre 1981 erschienen mehrere Rundbriefe. Seit 1991 erscheinen die Bochumer Zeitpunkte als Nachfolger der Heimatbücher (ISSN 0940-5453). Diese sind auf dem Internet-Auftritt der Kortum-Gesellschaft zu finden.
Zu den Autoren der Heimatbuch-Reihe zählten Karl Brandt, Karl Brinkmann, Benno Eichholz, Karl Freund, Paul Hilgenstock, Otto Hülsebusch, Günther Höfken, Max Ibing, Albert Lassek, Gustav Wevelscheid und andere.
Weitere (Mit-)Publikationen der Kortum-Gesellschaft (Auswahl):
- Franz Darpe: Geschichte der Stadt Bochum. Reprint des Originals von 1894, mit einer Einleitung von Eberhard Brand. Hrsg.: Kortum-Gesellschaft Bochum e. V. und der Bochumer Antiquariat GmbH. Selbstverlag, Bochum 1991 (uni-muenster.de [abgerufen am 25. Januar 2023] Originaltitel: Geschichte der Stadt Bochum nebst Urkundenbuch, 6 Bände, 1888–1894. Erstausgabe: A. Stumpf, Bochum  1894).
- Wolfgang Werbeck: Namens-, Orts- und Sachregister für Franz Darpes „Geschichte der Stadt Bochum mit Urkundenbuch“. Neu herausgegeben. Hrsg.: Kortum-Gesellschaft Bochum e. V. und der Bochumer Antiquariat GmbH. Selbstverlag, Bochum 1991 (Erstausgabe:  Bochum  1979, photomechanischer Nachdruck).
- Rüdiger Jordan: Sakrale Baukunst in Bochum. Hrsg.: Christel Darmstadt für die Kortum-Gesellschaft Bochum. Schürmann + Klagges, Bochum 2003, ISBN 3-920612-94-9.
- Bochumer Zentrum für Stadtgeschichte (Ingrid Wölk) und der Kortum-Gesellschaft Bochum e. V. (Hrsg.): Sieben und Neunzig Sachen, Sammeln – Bewahren – Zeigen, Bochum 1910–2007. Klartext Verlag, Essen 2007, ISBN 978-3-89861-236-4.
- Enno Neumann: Von der Kaiserlinde zum Heldenhain - Denkmäler, Amtmänner, Weihereden und Bochum 1867–1917 (Dokumentation in zwei Bänden). Hrsg.: Kortum-Gesellschaft Bochum e.V. Selbstverlag, Bochum 2010, ISBN 978-3-00-030687-7.
- Marco Rudzinski, eine Veröffentlichung der Kortum-Gesellschaft Bochum e. V. (Hrsg.): Bochumer Ehrenbürger, Aspekte kommunaler Ehrung im Ruhrgebiet. Ardey-Verlag, Münster 2020, ISBN 978-3-87023-453-9.

Der Bochumer Bürgerverein "Erinnern für die Zukunft e. V." hatte sich für Erinnerungen an die NS-Zeit, an die jüdische Bürgerschaft und die Zwangsarbeit bemüht. Nach der Auflösung des Vereins 2020 wurde das Mitteilungsblatt "Erinnern für die Zukunft" der Nummer 12 bis 21 auf die Homepage der Kortum-Gesellschaft übertragen.